# دوروثي ريتشاردسون
دوروثي ميلر ريتشاردسون (بالإنجليزية: Dorothy Richardson)‏ (17 مايو 1873 - 17 يونيو 1957) هي مؤلفة وصحفية بريطانية. مؤلفة رواية «الحج» (بالإنجليزية: Pilgrimage) وهي سلسلة مكونة من 13 رواية شبه السيرة الذاتية، نُشرت بين عامي 1915 و1967 (رغم أن ريتشاردسون اعتبرتها فصولًا لعمل واحد). كانت واحدة من أوائل الروائيين الحداثيين الذين استخدموا تيار الوعي كأسلوب سرد. تؤكد ريتشاردسون في رواية الحج على أهمية التجارب الأنثوية وطبيعتها المتميزة. لا يشير عنوان الحج إلى «رحلة فنان لتحقيق الذات فحسب، بل يشير من الناحية العملية إلى اكتشاف الشكل الإبداعي الفريد وإظهاره».

## سيرتها الذاتية
ولدت ريتشاردسون في أبينغدون، في عام 1873، وكانت الثالثة من بين أربع بنات. بعد ولادة أختها الرابعة، بدأ والدها (تشارلز) يعاملها كابنه. «عززت ريتشاردسون هذه العادة لعنادها مثل الفتيان». عاشت في «وايتفيلد» منزل كبير مبني على طراز القصور في ألبرت بارك (بناه والدها في عام 1871 وتملكه الآن مدرسة أبينغدون). انتقلت عائلتها إلى وورثينغ، ويست ساسكس، في عام 1880، ثم إلى بوتني، لندن، في عام 1883. في لندن «التحقت بمدرسة تقدمية متأثرةً بأفكار جون راسكن»، حيث «يُشجَع التلاميذ على التفكير بأنفسهم». درست الفرنسية، والألمانية، والأدب، والمنطق، وعلم النفس. في السابعة عشرة من عمرها، ذهبت للعمل كمربية ومعلمة بسبب الصعوبات المالية التي يواجهها والدها، وكان عملها الأول في عام 1891 في مدرسة إنهاء في هانوفر، ألمانيا، واستمر لمدة ستة أشهر. في عام 1895 تركت ريتشاردسون العمل كمربية لرعاية والدتها التي كانت تعاني من الاكتئاب الشديد، لكن والدتها انتحرت في العام ذاته. أفلس والد ريتشاردسون في نهاية عام 1893.
انتقلت ريتشاردسون لاحقًا في عام 1896 للعيش في علية، في 7 إندسليغ ستريت، بلومزبري، لندن، حيث عملت موظفة استقبال وسكرتيرة ومساعدة في عيادة لطب الأسنان في هارلي ستريت. ارتبطت ريتشاردسون بالكُتّاب والمتطرفين، بما في ذلك مجموعة بلومزبري، أثناء وجودها في بلومزبري في أواخر القرن التاسع عشر وأوائل القرن العشرين. في عام 1904، حصلت على عطلة في منطقة بيرنيز أوبرلاند، بتمويل من أحد أطباء الأسنان، والتي كانت مصدر الإلهام لروايتها «أوبرلاند». كانت على علاقة قصيرة بصديقها هربرت جورج ويلز (1866-1946)، والتي أدت إلى الحمل ثم الإجهاض في عام 1907. كان ويلز متزوجًا إحدى زميلات ريتشاردسون السابقات في المدرسة. أمضت إجازتها من العمل، في بيفينسي، ساسكس، ثم ذهبت إلى سويسرا في الشتاء. استقالت بعدها من عملها في شارع هارلي وغادرت لندن «لقضاء السنوات القليلة القادمة في ساسكس، في مزرعة تديرها عائلة كويكر». اهتمت ريتشاردسون بالكويكرز (جمعية الأصدقاء الدينية)، إذ ألفت كتاب «ذا كويكرز باست آند برزنت» (بالإنجليزية: The Quakers Past and Present)، وحررت مختارات «جلينينجز فروم ذا وركس أوف جورج فوكس» (بالإنجليزية: Gleanings from the Works of George Fox) ونُشر كلاهما في عام 1914. أمضت ريتشاردسون معظم عام 1912 في كورنوال، ثم استأجرت غرفة في سانت جونز وود، لندن، في عام 1912، رغم أنها كانت تعيش في كورنوال أيضًا.
نشرت ريتشاردسون مقالها الأول في عام 1902، لكنها في الواقع بدأت مهنة الكتابة كصحفية مستقلة في عام 1906، فكتبت مقالات دورية عن مواضيع مختلفة، وملخصات كتب، وقصص قصيرة، وقصائد، فضلًا عن ترجمتها لثمانية كتب خلال حياتها من اللغة الفرنسية واللغة الألمانية إلى اللغة الإنجليزية. تمحورت مواضيع ملخصات كتب ريتشاردسون ومقالاتها الأولى «حول والت ويتمان، وفريدريك نيتشه، والفلسفة الفرنسية، والسياسة البريطانية» الأمر الذي وضح «مجالات اهتمامها وتوقد ذهنها». ابتداءً من عام 1908 بدأت ريتشاردسون كتابة مقالات قصيرة بانتظام، و«اسكتشات» لصالح مجلة «ساترداي ريفيو»، وحثها المراجع عام 1912 تقريبًا على المحاولة في كتابة الروايات. بدأت كتابة رواية «بوينتيد روف» (بالإنجليزية: Pointed Roofs)، في خريف عام 1912، أثناء وجودها مع جاي. جي. بيريسفورد وزوجته في كورنوال، ونشرت الرواية في عام 1915.
تزوجت ريتشاردسون في عام 1917 من الفنان ألان أودل (1888-1948) وهو من الشخصيات البوهيمية المتميزة، وكان مرتبطًا بدائرة فنية تضمنت أغسطس يوحنا، وجيكوب إبستين، وويندهام لويس. كان أودل يصغرها بخمسة عشر عامًا، ومصابًا بالسل ومدمنًا على الكحول. لم يكن من المتوقع أن يعيش طويلًا، لكنه توقف عن الشرب وعاش حتى عام 1948. كان أودل نحيفًا جدًا، «ويصل طوله إلى أكثر من ستة أقدام، بشعر طويل ملتف حول رأسه يصل إلى خصره»، إذ لم يقص شعره أبدًا. كذلك كان نادرًا ما يقص أظافره. منذ عام 1917 حتى عام 1939، كان يقضي الزوجان شتاءهما في كورنوال وصيفهما في لندن؛ ثم استقرا في كورنوال حتى وفاة أودل في عام 1948. دعمت ريتشاردسون نفسها وزوجها بكتاباتها الحرة في المجلات الدورية لسنوات عديدة، إذ لم يكن يكسب أودل من فنه سوى القليل من المال.
في الفترة الممتدة بين عامي 1927 و1933، نشرت ريتشاردسون 23 مقالة عن فيلم في طليعة مجلة «كلوز أب» الصغيرة، بالاشتراك مع صديقها المقرب بريهير.
في عام 1954، اضطرت ريتشاردسون إلى الانتقال إلى دار للمسنين في ضاحية بيكنهام، في كينت، حيث توفيت هناك في عام 1957. كانت آخر فصول (كتب) رواية الحج، التي نشرت خلال فترة حياتها: «كلير هورايزون» في عام 1935، والطبعة المجمعة «ديمبل هيل» في عام 1938. تلقت الطبعة المجمعة استقبالًا فاترًا، ولم تنشر ريتشاردسون بعدها سوى مجلد آخر مكون من ثلاثة فصول في عام 1946، بوصفه عملًا جاريًا «عمل قيد التقدم» في الحياة والرسائل «لايف آند ليترز».
لم ينشر الفصل الأخير (الكتاب الثالث عشر) «مارتش مونلايت» من رواية الحج حتى عام 1967، وشكل خلاصة الجزء الرابع من الطبعة المجمعة، رغم أن الفصول الثلاثة الأولى ظهرت على أنها «عمل قيد التقدم»، في الحياة والرسائل«لايف آند ليترز»، في عام 1946. هذه الرواية غير مكتملة، ويبدو أنها فقدت جوهرها بسبب ضعف المبيعات والاستقبال المخيب للآمال للطبعة المجمعة عام 1938. كانت ريتشاردسون تبلغ الخامسة والستين من العمر في عام 1938.

## تيار الوعي
طبقت ماي سنكلير مصطلح «تيار الوعي» لأول مرة أثناء مناقشتها لأسلوب ريتشاردسون المبتكر، خلال استعراض رواية «بوينتيد روف» (ذا إيجويست أبريل 1918). كانت رواية «بوينتيد روف» المجلد الأول من السلسلة المسماة بـ«الحج» والمكونة من 13 رواية، ونشرت أول رواية تيار وعي مكتملة باللغة الإنجليزية. صاغ ويليام جيمس مصطلح تيار الوعي في كتابه «مبادئ علم النفس» في عام 1890. في رسالة لبائعة الكتب والناشرة سيلفيا بيتش في عام 1934، علقت ريتشاردسون قائلة إن «مارسيل بروست، وجيمس جويس، وفرجينيا وولف، و«دي. آر.»، استخدموا جميعهم «الطريقة الجديدة»، لكن بأشكال مختلفة تمامًا، في الوقت نفسه».
كرهت ريتشاردسون مصطلح تيار الوعي، وأطلقت عليه في عام 1949 «مما يدعو للأسف هذه الاستعارة الفارغة «كفن الوعي» التي اختارتها ماي سنكلير من علماء المعرفة، لوصف عملي، والذي ما يزال في إضاءات النقد. هناك من دفع حياته المهنية».

## رواية الحج
تستند الشخصية الرئيسية «ميريام هندرسون» في سلسة رواية الحج، إلى حياة المؤلفة بين عامي 1891 و1915. لكن ريتشاردسون اعتبرت سلسلة الحج رواية واحدة ورأت أن المجلدات تمثل «فصول» هذه الرواية. قُرأت رواية الحج باعتبارها عمل خيالي، ولم يشك «منتقدوها أن محتواها كان إعادة تشكيل لخبرات دريتشاردسون». كذلك لم تكن الرواية مفتاح الرومان.

## روابط خارجية
- دوروثي ريتشاردسون على موقع الموسوعة البريطانية (الإنجليزية)
- دوروثي ريتشاردسون على موقع إن إن دي بي (الإنجليزية)